# Ružica grad

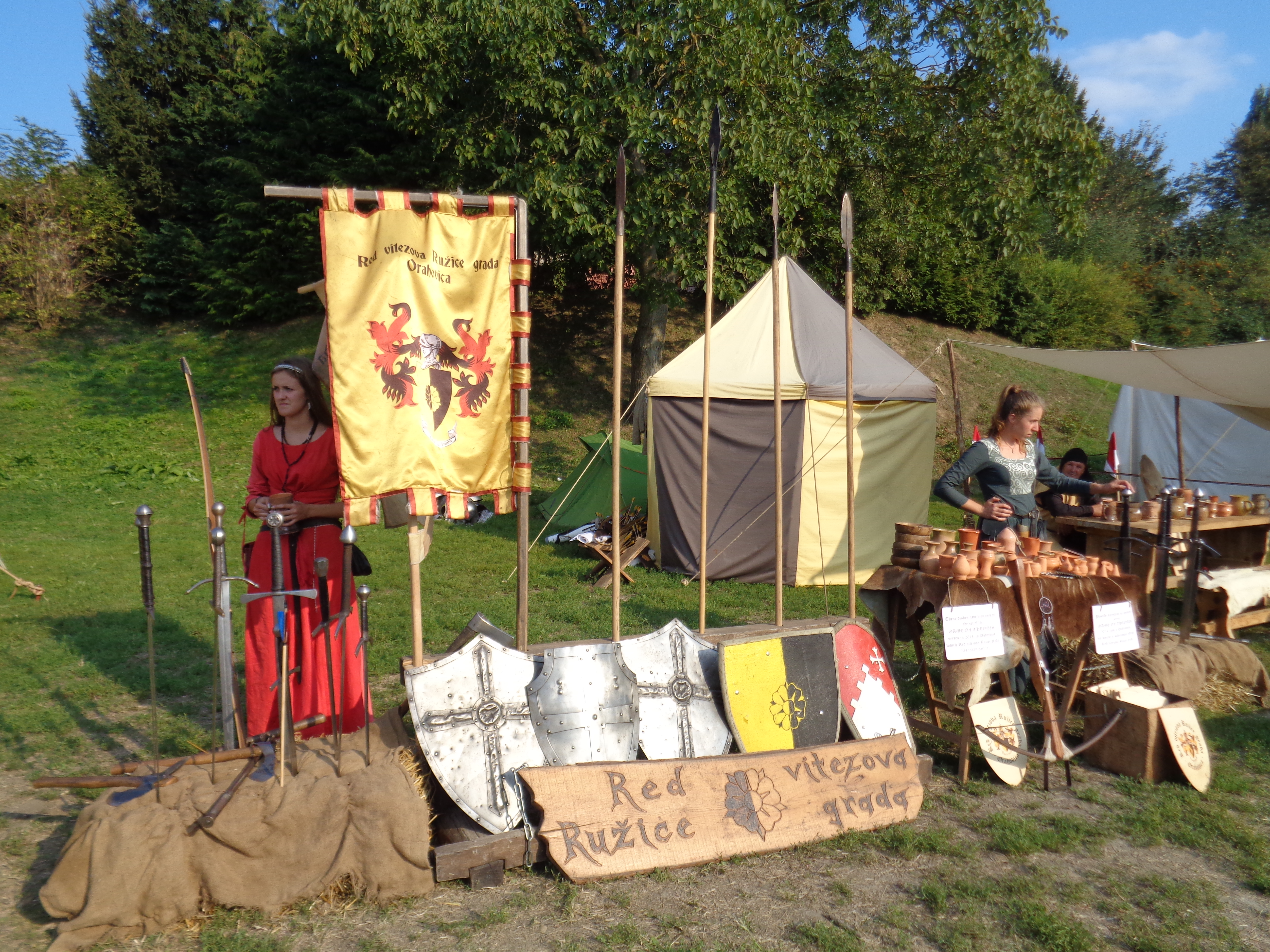
Lager des Ordens der Ritter von Ružica grad bei einer Veranstaltung in Koprivnica

Ružica grad ist der größte erhaltene Burgkomplex in Slawonien und einer der größten in Kroatien.

## Lage
Ružica grad befindet sich am Nordosthang des Papuks auf einer Höhe von 418 m. i. J. über dem Dorf Duzluk, ein paar Kilometer von der Stadt Orahovica entfernt. Die Lage der Burg war strategisch von großer Bedeutung – ein weiter Teil des slawonischen Drautals wurde von oben kontrolliert. In unmittelbarer Nähe führt die Straße „Kutjevo-Orahovica“ vorbei, die das Drautal mit dem Becken von Požega verbindet.

## Name
Der Ursprung des Namens Ružica grad ist noch nicht ganz erforscht. Einige Historiker verbinden ihn mit dem Namen des Dorfes Duzluk („duzem“ – türk. Blumenschmuck, wilde Rose – Ružica=Röschen) denn die Rose diente damals als mädchenhafter Schmuck. Andere verbinden ihn mit dem mittelalterlichen Namen der Stadt Orahovica („Raholcza“), in deren Besitz die Burg sich im Mittelalter befand.

## Geschichte
Die urkundliche Erstnennung des Grundbesitzes Orahovica findet man im Jahr 1228. Die urkundliche Erwähnung der Burganlage selbst stammt aus dem Jahr 1357 (als königlicher Besitz). Bis 1543 war Ružica grad im Besitz verschiedener Adeliger (Nikola Kont, Lovro Iločki, Ladislav More, Gebrüder Pomanicki u. a.). Unter der türkischen Herrschaft (1543–1687) diente die Burg als Quartier für türkische Truppen. Anfang des 18. Jahrhunderts verloren mittelalterliche Fortifikationen, unter ihnen auch Ružica grad, an Bedeutung. Vom 18. bis zum 20. Jahrhundert wechselten öfter die Besitzer (Baron Cordua, Baron Fleischmann, Grafen Pejačević, Dimitrije Mihalović, Baron Gutman u. a.).

## Heutige Bedeutung
Heutzutage ist die Ruine Ružica grad ein beliebter Ausflugsort der lokalen Bevölkerung und von Touristen und Bergsteigern. Von einem Aussichtspunkt überblickt man bei schönem Wetter einen weiten Teil der Pannonischen Tiefebene.

## Legenden über die Entstehung der Burg

### Die Legende über die Fürstentochter Ružica
Vor langer Zeit lebte eine Fürstenfamilie in Ruhe und Frieden in der Burg. Die Tochter des Burgbesitzers, Ružica, war überall berühmt wegen ihrer Schönheit und ihres guten Herzens. Eines Tages überfielen gewaltige Franken das kroatische Land. Ružicas Vater und ihre drei Brüder mussten in den Kampf ziehen. Einige Zeit später erhielten Ružica und ihre Mutter die Nachricht von ihrem Tod. Die Fürstinmutter starb vor Trauer und Ružica sah sich völlig alleine. Das Mädchen wollte die Burg nicht dem Feind überlassen und entschloss sich fest, ein Turnier zu veranstalten, um den tapfersten Kämpfer zu heiraten. Ihr künftiger Ehemann sollte der neue Burgbesitzer werden. Zahllose Ritter nahmen am Turnier teil, doch fast alle waren junge, unerfahrene Kämpfer, denn die anderen, welche Ružica begehrte, waren schon im Kampf gegen Franken gefallen. Ein unbekannter Ritter in schwarzer Rüstung besiegte alle anderen Teilnehmer am Turnier. Nach der Farbe seiner Rüstung wurde er der „Schwarze Ritter“ genannt. Als der tapfere Kämpfer aber das Visier öffnete und zu sprechen begann, stand Ružica wie vom Donner gerührt. Er war ein Franke, der geschickt worden war, um junge, unerfahrene Ritter zu besiegen und die schöne kroatische Burg in Besitz den Franken zu bringen. Die verzweifelte Ružica konnte das nicht zulassen. Sie entschloss sich, ihr Leben zu opfern, um den Plan der Franken zu verhindern. Vom obersten Teil des höchsten Turmes stürzte sie sich in die Tiefe. Die Absicht des „Schwarzen Ritters“ scheiterte und er kehrte abgeschlagen zurück. Die Bürger wählten einen neuen Fürsten unter den Ihrigen. Rund um die Burg blühten Rosensträucher auf, rot wie das Blut von Ružica, und die Burg wurde nach dem tapferen Mädchen, Ružica grad benannt.

### Die Feenlegende
An der Stelle des heutigen „Ružica-grad“ befand sich vor langer Zeit ein Feentreffpunkt. Nächtlich trafen sich dort Feen, um sich zu unterhalten, zu singen, tanzen und Getränke aus verschiedenen Kräutern vorzubereiten. Doch ausgerechnet dort entschloss sich ein mächtiger Adeliger eine Burg aufbauen zu lassen. Beim nächsten Treffen fanden die Feen anstelle des seidenen Grases zertretenen Schlamm, statt bunter Blumensträucher Riesensteine. Wo früher ein Bäumchen wuchs, lag nun ein Bretterhaufen; wo die Blumen aufgingen, waren spitze Nägel zerstreut, die drohten, ihre nackten Füße zu zerstechen. Durch ihre Zauberei rollten sie den Baustoff in das Tal. Am nächsten Morgen machte sich der Adelige auf die erfolglose Suche nach dem Täter und ließ die Burg noch einmal aufbauen. Eines Morgens aber fand er die Baustelle wiederum zerstört. Es wiederholte sich mehrmals – was die Bauarbeiter tags gebaut hatten, wurde nachts von den Feen zerstört. Der Adelige entschloss sich endlich, die Wache aufzustellen und fand die Täter auf diese Weise heraus. Er nahm sich vor, die Feen zu strafen und ihm gelang es, die schönste Fee, Ružica, gefangen zu nehmen. Ihre Haare verfingen sich ins Netz, das der Adelige rundum die Baustelle aufstellen lassen hatte. Er ließ sie ins Fundament des Turms einbauen. Die Burg wurde erfolgreich zu Ende gebaut, doch am Richtfest beim Schmettern von Trompeten, rutschte ein Stein von der Spitze des höchsten Turmes ab und zerschmetterte den Adeligen. Sein Name wurde vergessen und die Burg wurde nach der schönen Fee genannt, die ins Fundament der Burg eingebaut wurde: Ružica grad.

### Die Legende über den Ochsen
Ein mutwilliger Adeliger ließ eine Burg auf der Spitze des Bergs aufzubauen. Seine Diener und Sklaven wurden gezwungen, Wälder zu roden, Steine zu behauen, Kalk zu brennen und den Baustoff auf den schrägen Aufstieg durch den Ochsen hinaufziehen zu lassen. Doch, was tags aufgebaut worden war, wurde nachts zerstört, weil es eine schlechte Stelle zum Aufbau war. Das wiederholte sich wochenlang, so dass sowohl Menschen als auch Tiere es satt hatten. Schließlich wandte sich ein Ochse, völlig erschöpft, an einen Diener: "Sag unserem Herrn, er soll uns nicht mehr quälen. Hier wird er nie eine Burg errichten. Er sollte eine bauen lassen, wo ihr mich morgen finden werdet." Früh morgens, als die Bauarbeiter bemerkt hatten, dass ein Ochse fehlt, erzählte der Diener seinem Herrn, was ihm der Ochse anvertraut hatte. Der Adelige schickte bereits seine Untertanen auf die Suche nach dem Ochsen. Dieser wurde ruhig liegend unter einem großen Walnussbaum gefunden. Rundum dem Baum wuchsen wilde Rosen in voller Blüte. Der Adelige befahl sofort, an dieser Stelle mit dem Bau zu beginnen. Bald befand sich dort die Burg, fest wie ein Walnussbaum, schön wie eine wilde Rose. Die Burg wurde "Ružica grad Orahovica" genannt (orah=Walnussbaum).

### Ansichten

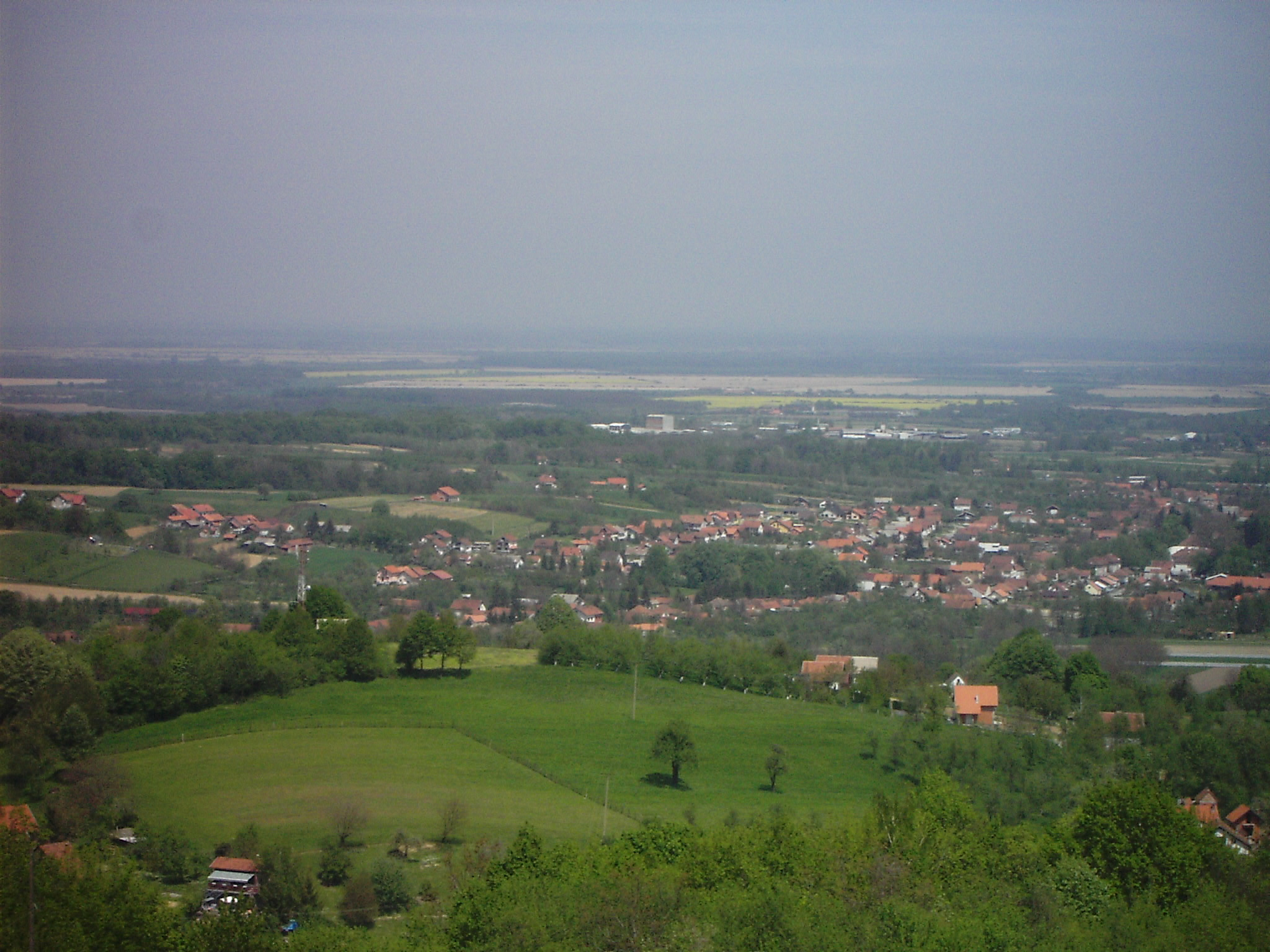
Blick von oben auf einen Teil der Stadt Orahovica
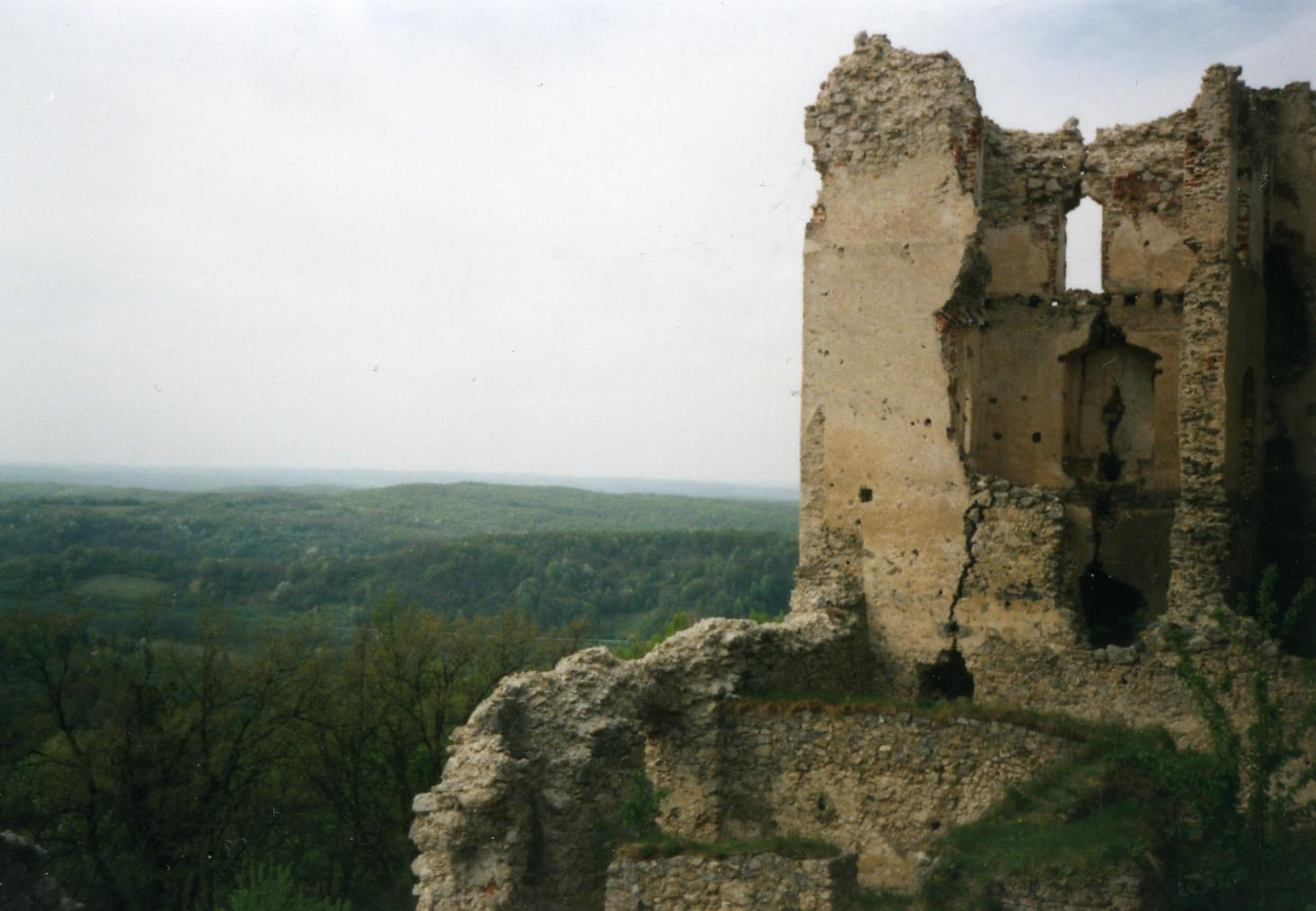
Ein Teil der Ruine
Inneres der Ruine